# NGC 191
NGC 191 (również PGC 2331) – galaktyka spiralna z poprzeczką (SBc/P), znajdująca się w gwiazdozbiorze Wieloryba. Odkrył ją William Herschel 28 listopada 1785 roku. W pobliżu znajduje się galaktyka soczewkowata IC 1563, którą ze względu na jej bliskość czasem nazywa się NGC 191A. Ta para galaktyk została skatalogowana jako Arp 127 w Atlasie Osobliwych Galaktyk Haltona Arpa.